# 林钧岫
林钧岫（1935年—），男，辽宁旅顺人，中国光学仪器专家，曾任大连工学院教授、博士生导师。